# Catochrysops lithargyria
Catochrysops lithargyria är en fjärilsart som beskrevs av William Doherty 1891. Catochrysops lithargyria ingår i släktet Catochrysops och familjen juvelvingar. Inga underarter finns listade i Catalogue of Life.